# Dré Steemans

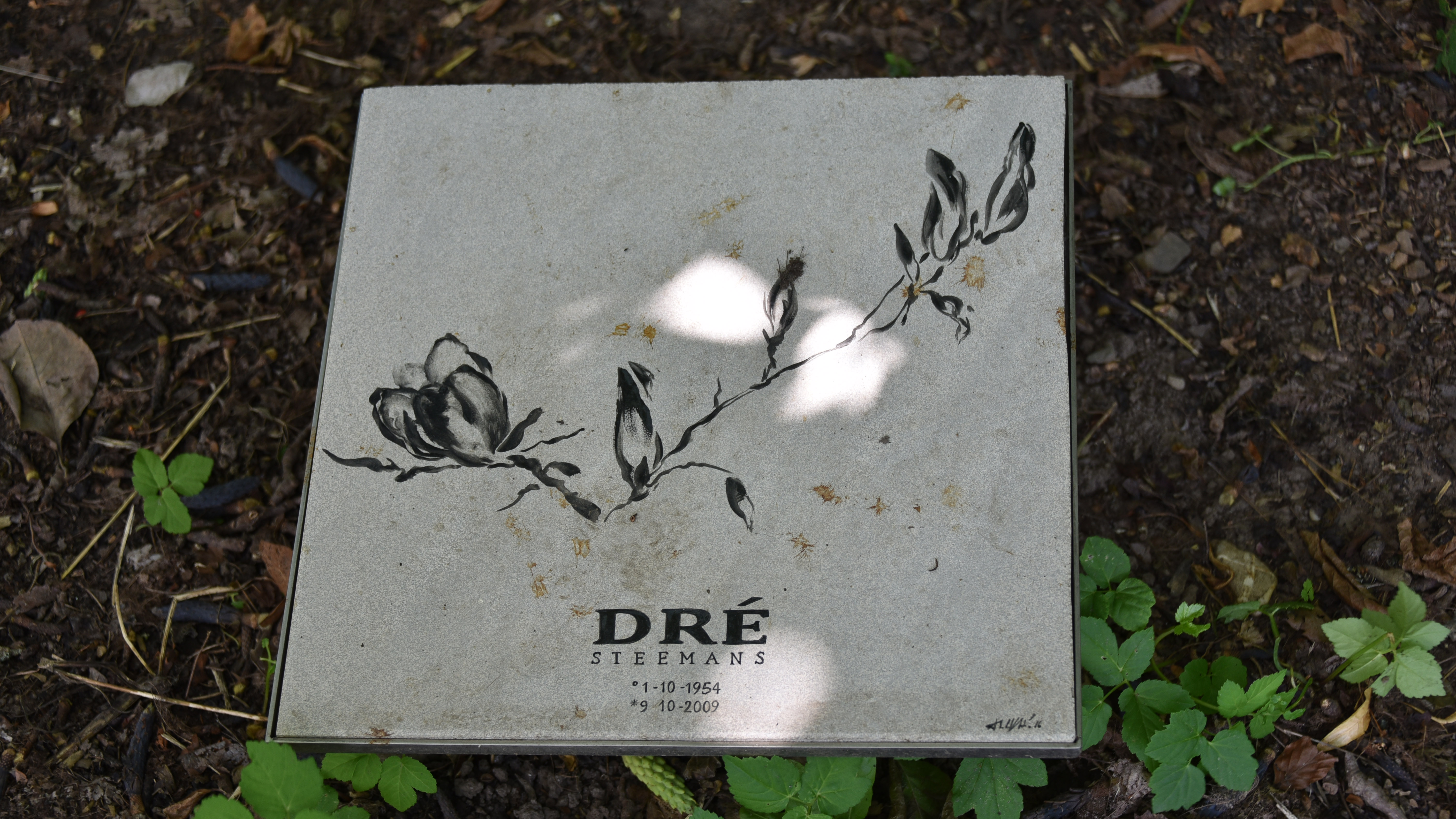
Gedenkplaats voor Dré Steemans in het park van het kasteel van Leut

André Maria Marcellus (Dré) Steemans (Lubbeek, 1 oktober 1954 – Diest, 9 oktober 2009), beter bekend onder zijn pseudoniem Felice Damiano, later kortweg Felice, was een Belgisch tv-presentator.

## Biografie
Hij was afkomstig uit het Leuvense, maar bracht een groot deel van zijn jeugd door in Maasmechelen, waar hij later ook woonde.
Dré Steemans was in zijn jeugd actief bij Chiro Maasmechelen als leider, hoofdleider, volwassen begeleider en later als kok. 
Tijdens zijn tienerjaren was hij actief in jeugdclub Limerick te Edegem, waar hij instond voor de culturele activiteiten. 

### Televisiecarrière bij de BRT/VRT
Steemans debuteerde op zondagmiddag 1 september 1985 in het BRT2-radioprogramma Het Genootschap, waarin hij met een Italiaans accent korte stukjes bracht onder zijn alter ego Felice Damiano, kapper uit Eisden-Maasmechelen. Dit typetje viel meteen erg in de smaak.
In 1988 kreeg hij zijn eigen tv-programma Johnnywood. Kort daarna presenteerde hij onder zijn alter ego op donderdagavond Felice!, een ludieke quiz, en ook het praatprogramma Incredibile.
Van 1992 tot 2002 presenteerde Steemans met Herwig Van Hove op TV1 het kookprogramma 1000 Seconden.
Een van zijn populairste programma's was het muzikale spelprogramma Het Swingpaleis, dat hij van 1996 tot 2006 presenteerde op de VRT. In de zomermaanden presenteerde hij een gelijkaardig programma, Biebabeloela.
In 1998 presenteerde hij vanuit de Franse Camargue het praatprogramma Als God in Frankrijk en legde hij zich toe op spelprogramma's zoals Als je haar maar goed zit!.

### Overstap naar SBS
Op 15 maart 2006 stapte Steemans over naar het bedrijf SBS, dat in Vlaanderen de zenders VT4 en VIJFtv beheert.
In oktober 2006 publiceerde hij het boek Jongens onder elkaar dat handelt over zijn ontluikende homoseksualiteit in het internaat in Rotselaar.
Voor VIJFtv presenteerde hij elke weekdag het spelprogramma Te nemen of te laten, terwijl hij voor VT4 de presentatie van Supertalent in Vlaanderen voor zijn rekening nam. Later presenteerde hij ook nog Koken met een sterretje met Wout Bru en Can You Duet? met Ann Van Elsen op VT4. Tevens presenteerde hij de eerste versie van Boobytrap in Nederland.

### Radio
Hij stond ook mee aan de wieg van Radio Donna. Hij had onder meer een kookrubriek in het programma Vrouwentongen van Leen Demaré.

### Overlijden
In de herfst van 2009 overleed Dré Steemans onverwachts in zijn slaap, ten gevolge van een hartinfarct, acht dagen na zijn 55ste verjaardag. 
- Gemeinsame Normdatei: 131717545
- International Standard Name Identifier: 0000 0001 2022 3752
- MusicBrainz: 3e60d7b2-ad81-4a5b-a882-86fe85b90206
- Nederlandse Thesaurus van Auteursnamen: 084849207
- Virtual International Authority File: 23279425
- WorldCat: E39PBJjCXwT67jH7mJVp9ypdcP

Huidig (anno 2022):
Luc Appermont · Cara Cobbaert · Anja Daems · Sandra Deakin · Karolien Debecker · Kim Debrie · Peter De Groot · Lars De Groote · Guy De Pré · Chris Dusauchoit · Dirk Ghijs · Peter Hermans · Wouter Landuyt · Filip Ledaine · Daan Masset · Caren Meynen · Sven Pichal · Marc Pinte · Harald Scheerlinck · Siska Schoeters · Benjamien Schollaert · Showbizz Bart · Sharon Slegers · Jo Van Damme · Niels Vandeloo · Sonny Vanderheyden · Cathérine Vandoorne · Christel Van Dyck · Ruben Van Gucht · Iris Van Hoof · Vanessa Vanhove · Britt Van Marsenille · David Van Ooteghem · Peter Verhulst · Dirk Vlaeyen · Pascal Vranckx · Albrecht Wauters
Voormalig:
Luk Alloo · Johan Anthierens · Nand Baert · Erik Baeyens · Wim Bary · Jos Baudewijn · Flor Berckenbosch · Marcel Beerten · Wilfried Bertels · Marc Brillouet · Els Broeckmans · Fred Brouwers · Edwin Brys · Ro Burms · Walter Capiau · Annemie Coppieters · Harry Creemers · Karel Daerden · Christoff · Conny De Boos · Hein Decaluwé · Jessie De Caluwe · Jo met de Banjo · Gust De Coster · Martin De Jonghe · Paula De Meulder · Els De Vuyst · Frank Dingenen · Michel Follet · Jacky Geerts · Jos Ghysen · Margriet Hermans · Irene Houben · Michel Ilsen · Rita Jaenen · Chris Jonckers · Tante Kaat · Luk de Laat · Jo Leemans · Leki · Kathy Lindekens · Kris Luyten · Micha Marah · Betty Mellaerts · Kaat Mendonck · Freek Neirynck · Line Ooms · Sven Ornelis · Katrien Palmers · Gerard Pollet · Julien Put · Hugo Raspoet · Niko Reynaert · Luk Saffloer · Karel Segers · Lennart Segers · Lutgart Simoens · Rudi Sinia · Dirk Somers · Dré Steemans · Jan Theys · Gene Thomas · Wiet Van Broeckhoven · Marc Van den Hoof · Dieter Vandepitte · Karin Van den Berghe · Thomas Van der Spiegel · Kurt Van Eeghem · Wim Van Gansbeke · Els Van Herzeele · Ilse Van Hoecke · Bert Van Molle · Jan Van Rompaey · Paula Van Wilder · Louis Verbeeck · Karel Vereertbruggen · Herwig Verhovert · Luc Verschueren · Johan Verstreken · Tom Vossen · Eddy Wally · Niels William · Edwin Ysebaert · Zaki